# Dasychela inca
Dasychela inca är en tvåvingeart som först beskrevs av Philip 1960.  Dasychela inca ingår i släktet Dasychela och familjen bromsar.
Artens utbredningsområde är Peru. Inga underarter finns listade i Catalogue of Life.